# Vimerson Cavanillas
Vimerson Benedicto Cavanillas (São Bernardo do Campo, 18 de fevereiro de 1971) é um artista visual, ator e cantor brasileiro, célebre por sua participação, no início dos anos 1980, do grupo musical infantil A Turma do Balão Mágico, com o codinome de Tob, ao lado de Simony, Jairzinho e Mike. Desde criança, Vimerson participava de atividades ligadas ao mundo artístico, cantando em programas de auditório, fazendo fotos para campanhas publicitárias e comerciais de televisão. Atualmente, trabalha como artista visual e está expondo suas obras na galeria ZIV, situado no Beco do Batman, em São Paulo.

## Nome artístico
Vímerson Cavanillas era um nome muito complicado para as crianças decorarem, então a gravadora pegou a última sílaba de seu segundo nome, Benedicto, e juntou com a primeira, formando então "Tob".

## Trajetória

### Início da carreira
A carreira artística de Tob começou quando ele tinha apenas três anos, fazendo comerciais de TV e anúncios. A convite de prefeituras das cidades do interior de São Paulo, Vimerson também se apresentava ao lado do irmão, cantando músicas de cantores da época.

### Balão Mágico
Tob fez parte da primeira formação do Balão Mágico, juntamente com Simony e Mike. Logo depois, entraria Jairzinho. O primeiro sucesso do disco A Turma do Balão Mágico foi "A Galinha Magricela", tocada em todas as rádios brasileiras, tendo o seu primeiro clipe lançado pelo Fantástico e várias apresentações no Cassino do Chacrinha e outros programas de TV. Tanto sucesso chamou a atenção da TV Globo, que teve a ideia de criar o programa infantil Balão Mágico, o qual passava pelas manhãs de segunda a sábado.
Sua entrada no programa Balão Mágico teve início com o personagem Fofinho, um boneco de pano que fazia brincadeiras ao lado de Simony e Fofão, interpretado por Orival Pessini.
Após três discos gravados, com participações especiais de Djavan, Baby do Brasil e Pepeu Gomes, Roberto Carlos, Fábio Jr., entre outros, permaneceu no grupo até aproximadamente os quatorze anos, em 1985, quando foi retirado devido à idade, sendo substituído por Ricardinho.

### Após o Balão e atualmente
Após sua saída do grupo Balão Mágico, Vimerson gravou um compacto simples, em 1986, pela mesma gravadora CBS, atual Sony Music, porém não teve sucesso. Após isso, tentou o futebol, sendo aprovado em uma peneira, tendo atuado como centroavante na equipe juvenil do Palmeiras, mas desistiu. Depois disso, dedicou-se aos estudos, formou-se em Rádio e TV na Universidade Metodista de São Paulo, e foi durante este curso que descobriu a sua verdadeira paixão: atuar. Formou-se como ator profissional. Concluiu, também, o curso de cinema Fátima Toledo, com carta de louvor pelo seu desempenho. Fez várias peças teatrais, inclusive foi protagonista da peça Vestido de Noiva, de Nelson Rodrigues. Fez parte do CPT (Centro de Pesquisa Teatral), do consagrado diretor Antunes Filho, e durante os três anos neste grupo viajou pelo país e para o exterior com as peças teatrais Antígona e O canto do Gregório (ambas de Antunes Filho). Participou também como ator e cantor do espetáculo A mãe, do antigo grupo Teatro Fábrica São Paulo, baseada na obra de Bertolt Brecht. Também atuou no espetáculo A Linha, de Fernando Bonassi. Fez diversos comerciais para a televisão, e na área de cinema, atuou em alguns curtas metragens, como A Morte de Mim, de CD Vallada, inspirado nas obras de René Magritte. Em 2015, fez seu primeiro longa-metragem como um dos protagonistas do filme O Homem da Cabeça de Laranja, baseado no conto The Killers, de Ernest Hemingway, com a direção de Elvis del Bagno. Atualmente, ele é artista visual e expõe suas obras na galeria ZIV, situado no Beco do Batman, na Vila Madalena, em São Paulo.